# 松前矢越道立自然公園
松前矢越道立自然公園（まつまえやごしどうりつしぜんこうえん）は、北海道南部の渡島半島にある都道府県立自然公園である。

## 概要
公園は日本海から津軽海峡に至る広範囲の海面を含んでおり、松前町西方沖の渡島大島・渡島小島、松前町から福島町を経て知内町にかけての海食崖や海浜などが断続的に続く海岸地域、知内町内陸部の森林景観を主体とした知内温泉の地域からなる。
渡島大島は「オオミズナギドリ繁殖地」、渡島小島は「松前小島」として国の「天然記念物」、北海道の「鳥獣保護区」に指定されている。

## 自然
渡島大島・渡島小島の島嶼地域では、標高が比較的低いことにもかかわらず多くの高山植物を見ることができ、温帯植物、海岸植物、岩礫地植物が混生して特異な植生となっている。一方、アメリカオニアザミ、オニノゲシなどの移入植物も分布している。
渡島大島は渡り鳥の休息地になっているほか、日本最北端のオオミズナギドリの繁殖地になっている。渡島小島はウトウなど海鳥の繁殖地であり、ウミガラスとケイマフリ繁殖地の南限になっている他にも、カラフトルリシジミの生息も確認されている。
海岸地域では、白神岬周辺や福島町岩部地区の森林地域が北海道の鳥獣保護区に指定されており、渡り鳥の要衝地になっている。知内温泉周辺の地域では、知内川の渓流沿いにブナやナラの天然林が広がっている。
北海道本土部における公園内の陸生の大型哺乳類は多くはないが、エゾシカやヒグマの生息も確認されている。
津軽海峡は現在でも海獣の回遊経路として機能しており、本公園内ではカマイルカが最もよく見られ、矢越岬の周辺では観光船からのウォッチングも可能である。他にもミンククジラやツチクジラ、トドなどの海生哺乳類が確認されている。また、過去には絶滅危惧種であるセミクジラやコククジラやザトウクジラのような沿岸性の大型鯨類や、ニホンアシカ（絶滅種）やトドやキタオットセイやアザラシ、ウバザメやオニイトマキエイ（マンタ）やマンボウなどの大型魚類なども函館湾も含めた津軽海峡の内外に棲息していたと思われる。一方で、近年の地球温暖化による環境の変化によってウミガメなどが以前よりも一帯に増加する可能性がある。

## 景勝地
- 白神岬
- 青の洞窟
- 折戸浜海水浴場
- イカリカイ駐車場公園